# Drielandenpunt

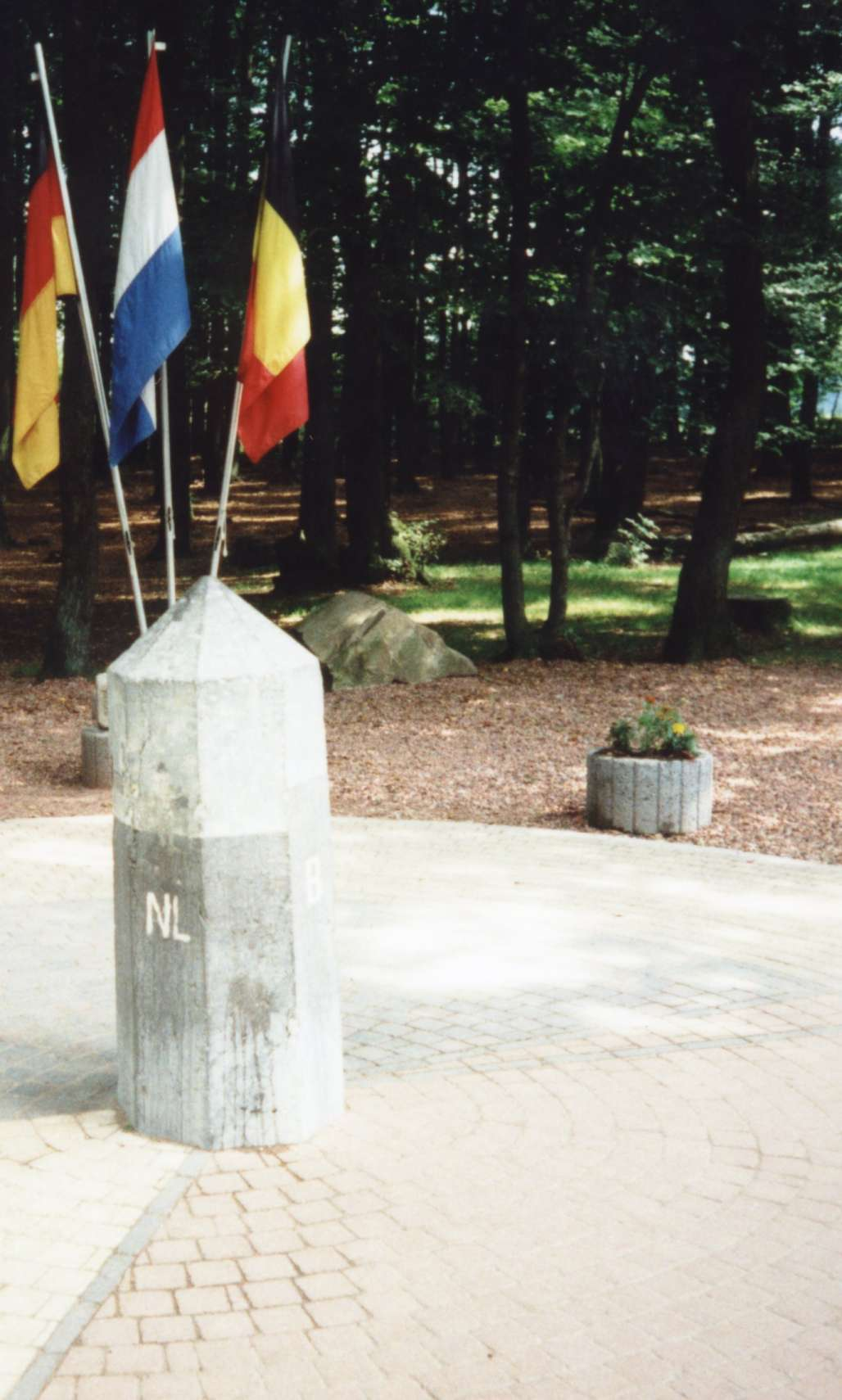
Drielandenpunt bij Vaals

Een drielandenpunt is een punt waar de grenzen van drie landen samenkomen. China heeft zestien drielandenpunten, meer dan enig ander land ter wereld. In Europa heeft Oostenrijk de meeste drielandenpunten: negen in totaal.

## Benelux

### 21e eeuw

#### Nederland
Nederland heeft één drielandenpunt:
- een drielandenpunt van Nederland, België en Duitsland: het drielandenpunt bij Vaals, gelegen op de top van de Vaalserberg.

#### België
België heeft drie drielandenpunten:
- het bovengenoemde drielandenpunt, enige kilometers vanaf Gemmenich;
- een drielandenpunt van België, Duitsland en Luxemburg bij het Europamonument aan de Our bij Ouren;
- een drielandenpunt van België, Luxemburg en Frankrijk bij Aubange.

#### Luxemburg
Luxemburg heeft eveneens drie drielandenpunten:
- een drielandenpunt van Luxemburg, België en Duitsland bij Weiswampach;
- een drielandenpunt van Luxemburg, Duitsland en Frankrijk bij Schengen;
- een drielandenpunt van Luxemburg, Frankrijk en België bij Pétange.

### Historisch

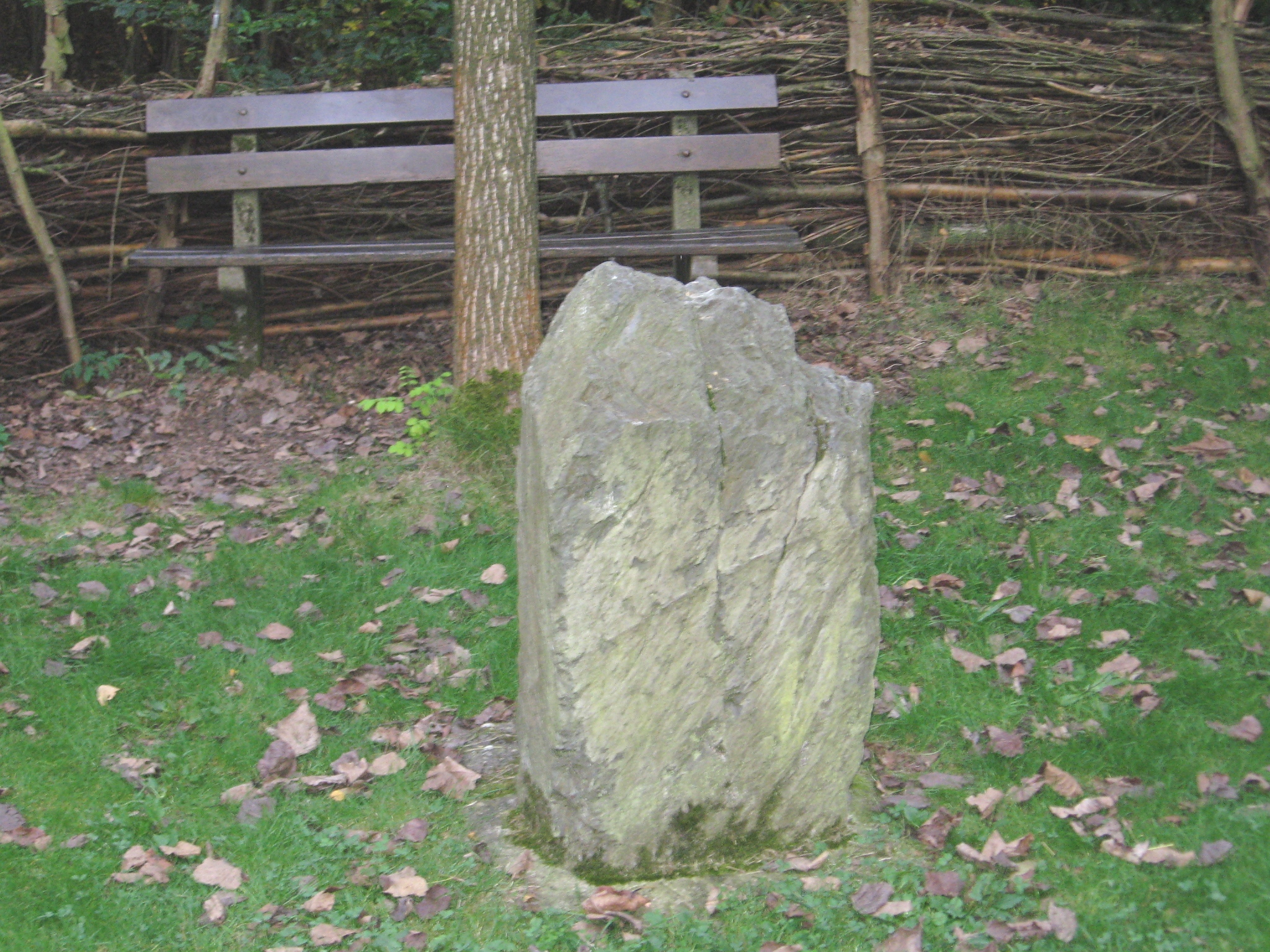
Steen der Zeven Heerlijkheden, gelegen in de Belgisch gemeente Mol

#### Scheiding Noordelijke en Zuidelijke Nederlanden
Na de Vrede van Münster in 1648 werden de Nederlanden officieel van elkaar gescheiden en ontstond er een drielandenpunt tussen de Spaanse Nederlanden, de Republiek der Zeven Verenigde Nederlanden en het Prinsbisdom Luik tot 1795. Luyksgestel behoorde tot dit prinssbisdom en lag als enclave in de Meierij van 's-Hertogenbosch. De grenspaal is sinds 1843 volledig gelegen in België nadat er een uitruil plaatsvond tussen gebieden van Nederland en België. De grenspaal stond bekend als Paal Schoongors, maar is beter bekend onder de naam Steen der Zeven Heerlijkheden, vernoemd naar de Zeven Heerlijkheden die hier bij elkaar kwamen.

#### Verenigd Koninkrijk der Nederlanden
Bij de totstandkoming van het Verenigd Koninkrijk der Nederlanden aan het begin van de 19e eeuw waren er vier drielandenpunten. Het eerste was het huidige drielandenpunt van Duitsland, Luxemburg en Frankrijk bij het Duitse Perl. Hier stond grenspaal 1. Het tweede en derde drielandenpunt waren tussen Nederland, Neutraal Moresnet en Pruisen. Het vierde drielandenpunt lag tot 1866 iets ten noorden van Gronau, met de koninkrijken Pruisen en Hannover. Het is nog te herkennen aan de nummering van de grenspalen: het punt wordt gemarkeerd door paal 862, die tevens paal 1 is. Nederland grenst nu op dat punt aan de deelstaten Noordrijn-Westfalen en Nedersaksen.

#### Belgische Opstand
Tijdens de Belgische Opstand (1830-1839) bestond er een drielandenpunt bij de Neutraleweg bij Gennep.

#### Neutraal Moresnet
Het huidige drielandenpunt op de Vaalserberg was van 1839 tot 1920 een vierlandenpunt van België, Neutraal Moresnet, Nederland en Pruisen/Duitsland.

## Tripelpunten van provincies, gemeenten, counties en dergelijke
Analoog zijn er het drieprovinciënpunt, driegemeentenpunt enzovoort.